# Cancellaria
Genre
Synonymes
- Cancellaria (Cancellaria) Lamarck, 1799
- Cancellaria (Euclia) H. Adams & A. Adams, 1854
- Cancellaria (Habesolatia) Kuroda, 1965
- Progabbia Dall, 1918

Cancellaria est un genre de mollusques gastéropodes de l'ordre des Neogastropoda et de la famille des Cancellariidae.

## Liste des espèces
Selon World Register of Marine Species (12 septembre 2019) :
- Cancellaria adelae Pilsbry, 1940
- Cancellaria africana Petit, 1970
- Cancellaria agalma Melvill & Standen, 1901
- Cancellaria albida Hinds, 1843
- †Cancellaria bajaensis Perrilliat & Cristín, 2016
- Cancellaria candida G. B. Sowerby I, 1832
- Cancellaria coctilis Reeve, 1856
- Cancellaria coltrorum Harasewych & Petit, 2014
- †Cancellaria conradiana Dall, 1889
- Cancellaria cooperii Gabb, 1865
- Cancellaria corrosa Reeve, 1856
- Cancellaria crawfordiana Dall, 1891
- Cancellaria cremata Hinds, 1843
- Cancellaria darwini Petit, 1970
- Cancellaria decussata G. B. Sowerby I, 1832
- Cancellaria elata Hinds, 1843
- Cancellaria euetrios Barnard, 1959
- Cancellaria fusca G. B. Sowerby III, 1889
- Cancellaria gemmulata G. B. Sowerby I, 1832
- Cancellaria indentata G. B. Sowerby I, 1832
- Cancellaria io Dall, 1896
- Cancellaria jayana Keen, 1958
- Cancellaria littoriniformis G. B. Sowerby I, 1832
- Cancellaria lyrata A. Adams & Reeve, 1850
- Cancellaria mediamericana Petuch, 1998
- Cancellaria obesa G. B. Sowerby I, 1832
- Cancellaria obtusa Deshayes, 1830
- Cancellaria ovata G. B. Sowerby I, 1832
- †Cancellaria paleocenica Perrilliat & Cristín, 2016
- Cancellaria peruviana A. M. Strong, 1954
- Cancellaria petuchi Harasewych, Petit & Verhecken, 1992
- Cancellaria plebeja Thiele, 1925
- Cancellaria reticulata (Linnaeus, 1767)
- Cancellaria richardpetiti Petuch, 1987
- Cancellaria rosewateri Petit, 1983
- Cancellaria semperiana Crosse, 1863
- Cancellaria souverbiei Crosse, 1868
- Cancellaria thomasiana Crosse, 1861
- Cancellaria uniangulata Deshayes, 1830
- Cancellaria urceolata Hinds, 1843
- Cancellaria ventricosa Hinds, 1843

Noms douteux
- Cancellaria turrita G. B. Sowerby III, 1874 (taxon inquirendum)
- Cancellaria ampullacera Lesson, 1841 (nomen dubium)
- Cancellaria crenulata A. Adams, 1855 (nomen dubium, synonyme de Cancellaria crenulata Deshayes, 1835)
- Cancellaria umbilicata Lesson, 1842 (nomen dubium)
- Cancellaria abnormis Gray, 1847 (nomen nudum)
- Cancellaria alba Domenech, Espinosa, Marquina & Martinell, 1983 (nomen nudum)
- Cancellaria alba Webb, 1936 (nomen nudum)
- Cancellaria ciliata Paetel, 1888 (nomen nudum)
- Cancellaria ciliata Mörch, 1869 (nomen nudum)
- Cancellaria ciliata Michaelis & Scherk, 1847 (nomen nudum)
- Cancellaria gracilis Philippi, 1845 (nomen nudum)
- Cancellaria major Pallary, 1900 (nomen nudum)
- Cancellaria rosea G. B. Sowerby II, 1849 (nomen nudum)
- Cancellaria typica Paetel, 1888 (nomen nudum)
- Cancellaria unifasciata Dall, 1909 (nomen nudum)

Noms en  synonymie
- Cancellaria (Cancellaria) Lamarck, 1799, un synonyme de Cancellaria Lamarck, 1799
  - Cancellaria (Cancellaria) adelae Pilsbry, 1940, un synonyme de Cancellaria adelae Pilsbry, 1940
  - Cancellaria (Cancellaria) coltrorum Harasewych & Petit, 2014, un synonyme de Cancellaria coltrorum Harasewych & Petit, 2014
  - Cancellaria (Cancellaria) mediamericana Petuch, 1998, un synonyme de Cancellaria mediamericana Petuch, 1998
  - Cancellaria (Cancellaria) petuchi Harasewych, Petit & Verhecken, 1992, un synonyme de Cancellaria petuchi Harasewych, Petit & Verhecken, 1992
  - Cancellaria (Cancellaria) reticulata (Linnaeus, 1767), un synonyme de Cancellaria reticulata (Linnaeus, 1767)
  - Cancellaria (Cancellaria) cancellata (Linnaeus, 1767), un synonyme de Bivetiella cancellata (Linnaeus, 1767)
  - †Cancellaria (Cancellaria) conradiana Dall, 1889, un synonyme de †Cancellaria conradiana Dall, 1889
  - Cancellaria (Cancellaria) similis G. B. Sowerby I, 1833, un synonyme de Bivetiella similis (G. B. Sowerby I, 1833)
- Cancellaria (Crawfordina) Dall, 1919, un synonyme de Crawfordina Dall, 1919
  - Cancellaria (Crawfordina) stuardoi McLean & Andrade, 1982, un synonyme de Merica stuardoi (McLean & Andrade, 1982)
- Cancellaria (Euclia) H. Adams & A. Adams, 1854, un synonyme de Cancellaria Lamarck, 1799
  - Cancellaria (Euclia) balboae Pilsbry, 1931
  - Cancellaria (Euclia) cassidiformis G. B. Sowerby I, 1832
  - Cancellaria (Euclia) laurettae Petit & Harasewych, 1998
- Cancellaria (Habesolatia) Kuroda, 1965, un synonyme de Cancellaria Lamarck, 1799
  - Cancellaria (Habesolatia) nodulifera G. B. Sowerby I, 1825
- Cancellaria (Hertleinia) Marks, 1949, un synonyme de Hertleinia Marks, 1949
  - Cancellaria (Hertleinia) mitriformis G. B. Sowerby I, 1832, un synonyme de Hertleinia mitriformis (G. B. Sowerby I, 1832)
- Cancellaria (Pyruclia) Olsson, 1932, un synonyme de Pyruclia Olsson, 1932
  - Cancellaria (Pyruclia) bulbulus G. B. Sowerby I, 1832
  - Cancellaria (Pyruclia) pyrum A. Adams & Reeve, 1850
  - Cancellaria (Pyruclia) solida G. B. Sowerby I, 1832
- Cancellaria (Admete) Krøyer, 1842, un synonyme de Admete Krøyer, 1842
  - Cancellaria (Admete) carinata R. B. Watson, 1882, un synonyme de Zeadmete watsoni Petit, 1970
  - Cancellaria (Admete) magellanica Strebel, 1905, un synonyme de Admete magellanica (Strebel, 1905)
- Cancellaria (Aphera) H. Adams & A. Adams, 1854, un synonyme de Aphera H. Adams & A. Adams, 1854
- Cancellaria (Bivetiella) Wenz, 1943, un synonyme de Bivetiella Wenz, 1943
  - Cancellaria (Bivetiella) pulchra G. B. Sowerby I, 1832, un synonyme de Bivetiella pulchra (G. B. Sowerby I, 1832)
- Cancellaria (Bivetopsia) Jousseaume, 1887, un synonyme de Bivetopsia Jousseaume, 1887
  - Cancellaria (Bivetopsia) chrysostoma G. B. Sowerby I, 1832, un synonyme de Bivetopsia chrysostoma (G. B. Sowerby I, 1832)
  - Cancellaria (Bivetopsia) rugosa Lamarck, 1822, un synonyme de Bivetopsia rugosa (Lamarck, 1822)
- †Cancellaria (Contortia) Sacco, 1894, un synonyme de †Contortia Sacco, 1894
- Cancellaria (Massyla) H. Adams & A. Adams, 1854, un synonyme de Massyla H. Adams & A. Adams, 1854
  - Cancellaria (Massyla) cumingiana Petit de la Saussaye, 1844, un synonyme de Massyla cumingiana (Petit de la Saussaye, 1844)
- Cancellaria (Merica) H. Adams & A. Adams, 1854, un synonyme de Merica H. Adams & A. Adams, 1854
- Cancellaria (Mericella) Thiele, 1929, un synonyme de Mericella Thiele, 1929
- Cancellaria (Narona) H. Adams & A. Adams, 1854, un synonyme de Narona H. Adams & A. Adams, 1854
- †Cancellaria (Sveltella) Cossmann, 1889, un synonyme de †Sveltella Cossmann, 1889
- Cancellaria (Tribia) Jousseaume, 1887, un synonyme de Tribia Jousseaume, 1887
  - Cancellaria (Tribia) angasi Crosse, 1863, un synonyme de Tribia angasi (Crosse, 1863)
- Cancellaria acuminata G. B. Sowerby I, 1832, un synonyme de Cancellaria obesa G. B. Sowerby I, 1832
- Cancellaria affinis Reeve, 1856 (non C. B. Adams, 1852), un synonyme de Cancellaria indentata G. B. Sowerby I, 1832
- Cancellaria affinis C. B. Adams, 1852, un synonyme de Cancellaria ventricosa Hinds, 1843
- Cancellaria agassizii Dall, 1889, un synonyme de Agatrix agassizii (Dall, 1889)
- †Cancellaria alveata Conrad, 1833, un synonyme de †Sveltia alveata (Conrad, 1833)
- Cancellaria angasi Crosse, 1863, un synonyme de Tribia angasi (Crosse, 1863)
- †Cancellaria angusta Watelet, 1851, un synonyme de †Plesiotriton angustus (Watelet, 1851)
- Cancellaria antarctica Strebel, 1908, un synonyme de Nothoadmete antarctica (Strebel, 1908)
- Cancellaria antiquata Hinds, 1843, un synonyme de Trigonostoma antiquatum (Hinds, 1843)
- Cancellaria aqualica Petit & Harasewych, 1986, un synonyme de Merica aqualica (Petit & Harasewych, 1986)
- Cancellaria arctica Middendorff, 1849, un synonyme de Neoiphinoe arctica (Middendorff, 1849)
- Cancellaria articularis G. B. Sowerby I, 1832, un synonyme de Scalptia articularis (G. B. Sowerby I, 1832)
- Cancellaria asperella Lamarck, 1822, un synonyme de Merica asperella (Lamarck, 1822)
- Cancellaria asperula Deshayes, 1830, un synonyme de Scalptia obliquata (Lamarck, 1822)
- Cancellaria atopodonta Petit & Harasewych, 1986, un synonyme de Admetula atopodonta (Petit & Harasewych, 1986)
- Cancellaria australis Philippi, 1855, un synonyme de Admete philippii Ihering, 1907
- Cancellaria azumai (Habe, 1961), un synonyme de Fusiaphera macrospira (A. Adams & Reeve, 1850)
- Cancellaria bicolor Hinds, 1843, un synonyme de Trigonostoma bicolor (Hinds, 1843)
- Cancellaria bifasciata Deshayes, 1830, un synonyme de Merica oblonga (G. B. Sowerby I, 1825)
- Cancellaria bocageana Crosse & Debeaux, 1863, un synonyme de Trigonaphera bocageana (Crosse & Debeaux, 1863)
- †Cancellaria bonellii Bellardi, 1841, un synonyme de †Bonellitia bonellii (Bellardi, 1841)
- Cancellaria boucheti Petit & Harasewych, 1986, un synonyme de Merica boucheti (Petit & Harasewych, 1986)
- Cancellaria brevis G. B. Sowerby I, 1832, un synonyme de Trigonostoma breve (G. B. Sowerby I, 1832)
- Cancellaria brocchii Crosse, 1861, un synonyme de Solatia piscatoria (Gmelin, 1791)
- Cancellaria buccinoides Couthouy, 1838, un synonyme de Admete viridula (Fabricius, 1780)
- Cancellaria bullata G. B. Sowerby I, 1832, un synonyme de Trigonostoma bullatum (G. B. Sowerby I, 1832)
- Cancellaria californica Dall, 1908, un synonyme de Admete californica (Dall, 1908)
- Cancellaria cancellata (Linnaeus, 1767), un synonyme de Bivetiella cancellata (Linnaeus, 1767)
- Cancellaria candeana d'Orbigny, 1842, un synonyme de Antillophos candeanus (d'Orbigny, 1842)
- Cancellaria candei d'Orbigny, 1842, un synonyme de Antillophos candeanus (d'Orbigny, 1842)
- Cancellaria carinata R. B. Watson, 1882, un synonyme de Zeadmete watsoni Petit, 1970
- Cancellaria cassidaeformis [sic], un synonyme de Cancellaria (Euclia) cassidiformis G. B. Sowerby I, 1832
- Cancellaria centrota Dall, 1896, un synonyme de Sveltia centrota (Dall, 1896)
- Cancellaria chrysostoma (G. B. Sowerby I, 1832), un synonyme de Bivetopsia chrysostoma (G. B. Sowerby I, 1832)
- Cancellaria circumcincta Dall, 1873, un synonyme de Neadmete circumcincta (Dall, 1873)
- Cancellaria citharella Lamarck, 1822, un synonyme de Cythara striata Schumacher, 1817
- Cancellaria clathrata A. Adams, 1855, un synonyme de Cancellaria jayana Keen, 1958 (non Lamarck, 1822)
- Cancellaria clavatula G. B. Sowerby I, 1832, un synonyme de Narona clavatula (G. B. Sowerby I, 1832)
- Cancellaria constifera G. B. Sowerby I, 1832, un synonyme de Scalptia scalariformis (Lamarck, 1822)
- Cancellaria contabulata G. B. Sowerby I, 1832, un synonyme de Scalptia contabulata (G. B. Sowerby I, 1832)
- †Cancellaria contorta Basterot, 1825, un synonyme de †Contortia contorta (Basterot, 1825)
- Cancellaria corbicula Dall, 1908, un synonyme de Gerdiella corbicula (Dall, 1908)
- Cancellaria coronata Scacchi, 1835, un synonyme de Tribia coronata (Scacchi, 1835)
- Cancellaria corrugata Hinds, 1843, un synonyme de Massyla corrugata (Hinds, 1843)
- Cancellaria costata G. B. Sowerby I, 1822, un synonyme de Bivetiella cancellata (Linnaeus, 1767)
- Cancellaria costata G. B. Sowerby I, 1832, un synonyme de Trigonostoma scala (Gmelin, 1791)
- Cancellaria costifera G. B. Sowerby I, 1832, un synonyme de Scalptia scalariformis (Lamarck, 1822)
- †Cancellaria costulata Lamarck, 1803, un synonyme de †Unitas costulata (Lamarck, 1803)
- Cancellaria couthouyi Jay, 1839, un synonyme de Admete viridula (Fabricius, 1780)
- Cancellaria crenifera G. B. Sowerby I, 1832, un synonyme de Scalptia crenifera (G. B. Sowerby I, 1832)
- Cancellaria cretacea E. A. Smith, 1899, un synonyme de Cancellaria quasilla Petit, 1987, un synonyme de Nipponaphera quasilla (Petit, 1987)
- Cancellaria crispa G. B. Sowerby I, 1832, un synonyme de Scalptia crispa (G. B. Sowerby I, 1832)
- Cancellaria crossei Semper, 1861, un synonyme de Scalptia crossei (Semper, 1861)
- Cancellaria curta Strebel, 1908, un synonyme de Paradmete curta (Strebel, 1908)
- Cancellaria dalli Bartsch, 1915, un synonyme de Trigonostoma bullatum (G. B. Sowerby I, 1832)
- Cancellaria decussata Nyst, 1838 (non Sowerby, 1832), un synonyme de Merica oblonga (G. B. Sowerby I, 1825)
- Cancellaria eburnaeformis Reeve, 1856, un synonyme de Cancellaria obesa G. B. Sowerby I, 1832
- Cancellaria ektyphos (Petit & Harasewych, 2000), un synonyme de Merica ektyphos Petit & Harasewych, 2000
- Cancellaria elegans G. B. Sowerby I, 1822, un synonyme de Merica elegans (G. B. Sowerby I, 1822)
- Cancellaria eudeli G. B. Sowerby III, 1893, un synonyme de Tribia angasi (Crosse, 1863)
- Cancellaria euthymei Barnard, 1960, un synonyme de Nothoadmete euthymei (Barnard, 1960)
- †Cancellaria evulsa Solander, 1766, un synonyme de †Admetula evulsa (Solander, 1766)
- Cancellaria excavata G. B. Sowerby II, 1849, un synonyme de Nevia spirata (Lamarck, 1822)
- Cancellaria exigua E. A. Smith, 1891, un synonyme de Brocchinia exigua (E. A. Smith, 1891)
- Cancellaria exopleura Dall, 1908, un synonyme de Narona exopleura (Dall, 1908)
- Cancellaria exquisita Preston, 1905, un synonyme de Fusiaphera macrospira (A. Adams & Reeve, 1850)
- Cancellaria fischeri A. Adams, 1860, un synonyme de Brocchinia fischeri (A. Adams, 1860)
- Cancellaria forestieri Montrouzier, 1863, un synonyme de Scalptia contabulata (G. B. Sowerby I, 1832)
- Cancellaria foveolata G. B. Sowerby II, 1849, un synonyme de Scalptia foveolata (G. B. Sowerby II, 1849)
- Cancellaria fulva Y.-C. Lee & T. C. Lan, 2002, un synonyme de Sydaphera fulva (Y.-C. Lee & T. C. Lan, 2002)
- Cancellaria funiculata Hinds, 1843, un synonyme de Axelella funiculata (Hinds, 1843)
- †Cancellaria fusiformis Deshayes, 1864, un synonyme de †Unitas beui Le Renard, 1994
- Cancellaria ghiorum Costa, 1993, un synonyme de Cancellaria crawfordiana Dall, 1891
- Cancellaria gigantea Y.-C. Lee & T. C. Lan, 2002, un synonyme de Merica gigantea (Y.-C. Lee & T. C. Lan, 2002)
- Cancellaria gladiator Petit, 1976, un synonyme de Sveltia gladiator (Petit, 1976)
- Cancellaria goniostoma G. B. Sowerby I, 1832, un synonyme de Trigonostoma goniostoma (G. B. Sowerby I, 1832)
- Cancellaria gracilior Carpenter in Gabb, 1869, un synonyme de Admete gracilior (Carpenter in Gabb, 1869)
- Cancellaria granosa G. B. Sowerby I, 1832, un synonyme de Sydaphera granosa (G. B. Sowerby I, 1832)
- †Cancellaria granulata Nyst, 1845, un synonyme de †Unitas granulata (Nyst, 1845)
- Cancellaria grayi Tryon, 1885, un synonyme de Merica asperella (Lamarck, 1822)
- Cancellaria haemastoma G. B. Sowerby I, 1832, un synonyme de Bivetopsia haemastoma (G. B. Sowerby I, 1832)
- Cancellaria hystrix Reeve, 1856, un synonyme de Scalptia hystrix (Reeve, 1856)

Noms rejetés
- Cancellaria imbricata R. B. Watson, 1882
- Cancellaria imperialis Michelin, 1832
- †Cancellaria italica d'Ancona, 1872
- Cancellaria japonica E. A. Smith, 1879
- Cancellaria jucunda Thiele, 1925
- Cancellaria lactea Deshayes, 1830
- †Cancellaria lacunosa Hutton, 1885
- Cancellaria laevigata G. B. Sowerby I, 1832
- Cancellaria lamberti Souverbie, 1870
- Cancellaria lamellosa Hinds, 1843
- Cancellaria laticosta Löbbecke, 1881
- †Cancellaria laurensii Grateloup, 1845
- †Cancellaria leai Crosse, 1861
- Cancellaria lobata Swainson, 1840
- Cancellaria longicauda Strebel, 1908
- Cancellaria luscinia Melvill & Standen, 1903
- Cancellaria maccoyi Pritchard & Gatlif, 1899
- Cancellaria macrospira A. Adams & Reeve, 1850
- Cancellaria macrospiratoides (Habe, 1961)
- Cancellaria magellanica Strebel, 1905
- Cancellaria mangelioides Reeve, 1856
- Cancellaria melanostoma G. B. Sowerby II, 1849
- Cancellaria microscopica Dall, 1889
- Cancellaria microsoma Dall, 1908
- Cancellaria minima Reeve, 1856
- Cancellaria mitriformis G. B. Sowerby I, 1832
- Cancellaria modesta Carpenter, 1864
- Cancellaria montrouzieri Souverbie, 1863
- Cancellaria multiplicata Lesson, 1841 (non I. Lea, 1833)
- Cancellaria nassiformis Lesson, 1842
- Cancellaria nassoides Schepman, 1911
- Cancellaria nitida A. Adams, 1855
- Cancellaria nodulosa Lamarck, 1822
- Cancellaria obliquata Lamarck, 1822
- Cancellaria oblonga G. B. Sowerby I, 1825
- Cancellaria pallida E. A. Smith, 1899
- Cancellaria panamuna Garrard, 1975
- Cancellaria parva Philippi, 1860
- Cancellaria paschalis Thiele, 1925
- Cancellaria patricia Thiele, 1925
- Cancellaria paucicostata G. B. Sowerby III, 1894
- Cancellaria pergradata Verco, 1904
- Cancellaria piscatoria (Gmelin, 1791)
- Cancellaria producta G. B. Sowerby III, 1903
- Cancellaria purpuriformis Kiener, 1841
- Cancellaria pusilla G. B. Sowerby I, 1832
- Cancellaria pusilla H. Adams, 1869
- Cancellaria pygmaea C. B. Adams, 1852
- †Cancellaria quadrata J. Sowerby, 1822
- †Cancellaria quantula Deshayes, 1864
- Cancellaria quasilla Petit, 1987
- Cancellaria reeveana Crosse, 1861
- Cancellaria rigida G. B. Sowerby I, 1832
- Cancellaria rougeyroni Souverbie in Souverbie & Montrouzier, 1870
- Cancellaria scalariformis Lamarck, 1822
- Cancellaria scalarina G. B. Sowerby II, 1849
- Cancellaria scalarina Lamarck, 1822
- Cancellaria scalata G. B. Sowerby I, 1832
- Cancellaria schythei Philippi, 1855
- Cancellaria scobina Hedley & Petterd, 1906
- Cancellaria semidisjuncta G. B. Sowerby II, 1849
- Cancellaria semipellucida A. Adams & Reeve, 1850
- Cancellaria senticosa (Linnaeus, 1758)
- Cancellaria septemcostata Odhner, 1917
- Cancellaria serrata Reeve, 1856 (non Bronn, 1831)
- Cancellaria similis G. B. Sowerby I, 1833
- Cancellaria sinensis Reeve, 1856
- Cancellaria smithii Dall, 1888
- Cancellaria sowerbyi Crosse, 1861
- Cancellaria specularis R. B. Watson, 1882
- Cancellaria spengleriana Deshayes, 1830
- Cancellaria spirata Lamarck, 1822
- Cancellaria stimpsonii Calkins, 1878
- Cancellaria strongi Shasky, 1961
- Cancellaria taeniata G. B. Sowerby II, 1849
- Cancellaria tasmanica Tenison Woods, 1876
- Cancellaria tenera Philippi, 1848
- Cancellaria tenuis A. Adams, 1855
- Cancellaria tessellata G. B. Sowerby I, 1832
- †Cancellaria tessellata I. Lea, 1833
- Cancellaria textilis Kiener, 1841
- Cancellaria tosaensis (Habe, 1961)
- Cancellaria trailli Hutton, 1873
- Cancellaria trinodosa Chenu, 1859
- Cancellaria tritonis G. B. Sowerby I, 1832
- Cancellaria tuberculosa Sowerby I, 1832
- Cancellaria turricula Lamarck, 1822
- Cancellaria typica Strebel, 1908
- Cancellaria unalashkensis Dall, 1873
- Cancellaria undulata G. B. Sowerby II, 1849
- Cancellaria uniplicata G. B. Sowerby I, 1832
- Cancellaria verreauxii Kiener, 1841
- †Cancellaria volutella Lamarck, 1803
- Cancellaria wilmeri Sowerby II, 1881
- Cancellaria ziervogeliana Lamarck, 1822